# Dalechampia burgeriana
Dalechampia burgeriana là một loài thực vật có hoa trong họ Đại kích. Loài này được Gómez-Laur. mô tả khoa học đầu tiên năm 2000.